# Brimias z Élidy
Brimias (starořecky Βριμίας Brimias) byl ve starověkém Řecku olympijský vítěz v boxu.
Brimias z Élidy byl ve starověké Olympii korunován věncem za vítězství v boxu. Datum jeho olympijského vítězství je neznámé. Box se stal olympijskou disciplínou na 23. hrách v roce 688 př. n. l. Antický box měl volnější pravidla než dnešní. Dovolovalo se vše kromě držení soupeře, chvatů a úderů na pohlavní orgány. Boxer měl pěsti ovinuté řemeny a zápasil ve vyhrazeném prostoru. Boj trval tak dlouho, dokud se neskončil pro jednoho ze soupeřů vítězstvím.
Starověký autor Pausanias zaznamenal, že sochu Brimia viděl v posvátném okrsku olympijské Altidy. Stála za sochou Filónida z krétského Chersonesu, jezdeckého posla Alexandra Velikého.